# Lacrimosa (gruppo musicale)
I Lacrimosa sono un duo musicale formatosi in Germania. È composto dal tedesco Tilo Wolff, leader e principale compositore del gruppo, e dalla finlandese Anne Nurmi, già tastierista del gruppo dark rock Two Witches.

## Storia del gruppo
- 1990: Tilo Wolff pubblica una cassetta intitolata Clamor sotto il nome di "Lacrimosa" contenente il brano Seele in not.
- 1991: Tilo Wolff fonda una nuova casa discografica indipendente chiamata Hall of Sermon, proprio allo scopo di pubblicare i dischi dei Lacrimosa.
- 1994: Anne Nurmi, fidanzata di Tilo, si unisce al progetto, fino ad allora solista del solo Wolff, con il ruolo di tastierista e poco dopo ne entra a far parte in modo definitivo.

## Formazione
- Tilo Wolff - voce e pianoforte (1990-presente)
- Anne Nurmi - tastiere e voce (1994-presente)

## Discografia

### Album in studio
- 1991 – Angst
- 1992 – Einsamkeit
- 1993 – Satura
- 1995 – Inferno
- 1997 – Stille
- 1999 – Elodia
- 2001 – Fassade
- 2003 – Echos
- 2005 – Lichtgestalt
- 2009 – Sehnsucht
- 2012 – Revolution
- 2015 – Hoffnung
- 2017 – Testimonium
- 2021 – Leidenschaft
- 2022 – Leidenschaft, Pt.2

### Album dal vivo
- 1998 – Live
- 2007 – Lichtjahre
- 2014 – Live in Mexico City

2023 Nachts (Live - out 27-10-2023)

### EP
- 1993 – Alles Lüge
- 2005 – Lichtgestalten
- 2013 – Morning Glory
- 2013 – Heute Nacht

### Compilation
- 2010 – Schattenspiel

### Cofanetti
- 2002 – Vintage Classix

### Singoli
- 1993 – Alles Lüge
- 1994 – Schakal
- 1996 – Stolzes Herz
- 1999 – Alleine zu Zweit
- 2001 – Der Morgen Danach
- 2002 – Durch Nacht und Flut
- 2005 – The Party is Over
- 2009 – I Lost my Star
- 2009 – Feuer
- 2009 – Mandira Nabula
- 2009 – I Lost my Star
- 2009 – Feuer
- 2017 – Keine Schatten Mehr/Morning Glory

### Demo
- 1990 – Clamor

## Videografia

### VHS
- 1995 – The Clips 1993-1995
- 1997 – The Silent Clips

### DVD
- 2000 – The Live History
- 2005 – Musikkurzfilme - The Video Collection
- 2007 – Lichtjahre
- 2014 – Live in Mexico City